# یواس‌اس کالمارس (ای‌اف-۱۸)
یواس‌اس کالمارس (ای‌اف-۱۸) (به انگلیسی: USS Calamares (AF-18)) یک کشتی بود که طول آن ۴۸۶ فوت ۶ اینچ (۱۴۸٫۲۹ متر) بود. این کشتی در سال ۱۹۱۳ ساخته شد.